# Ilha dos Marinheiros

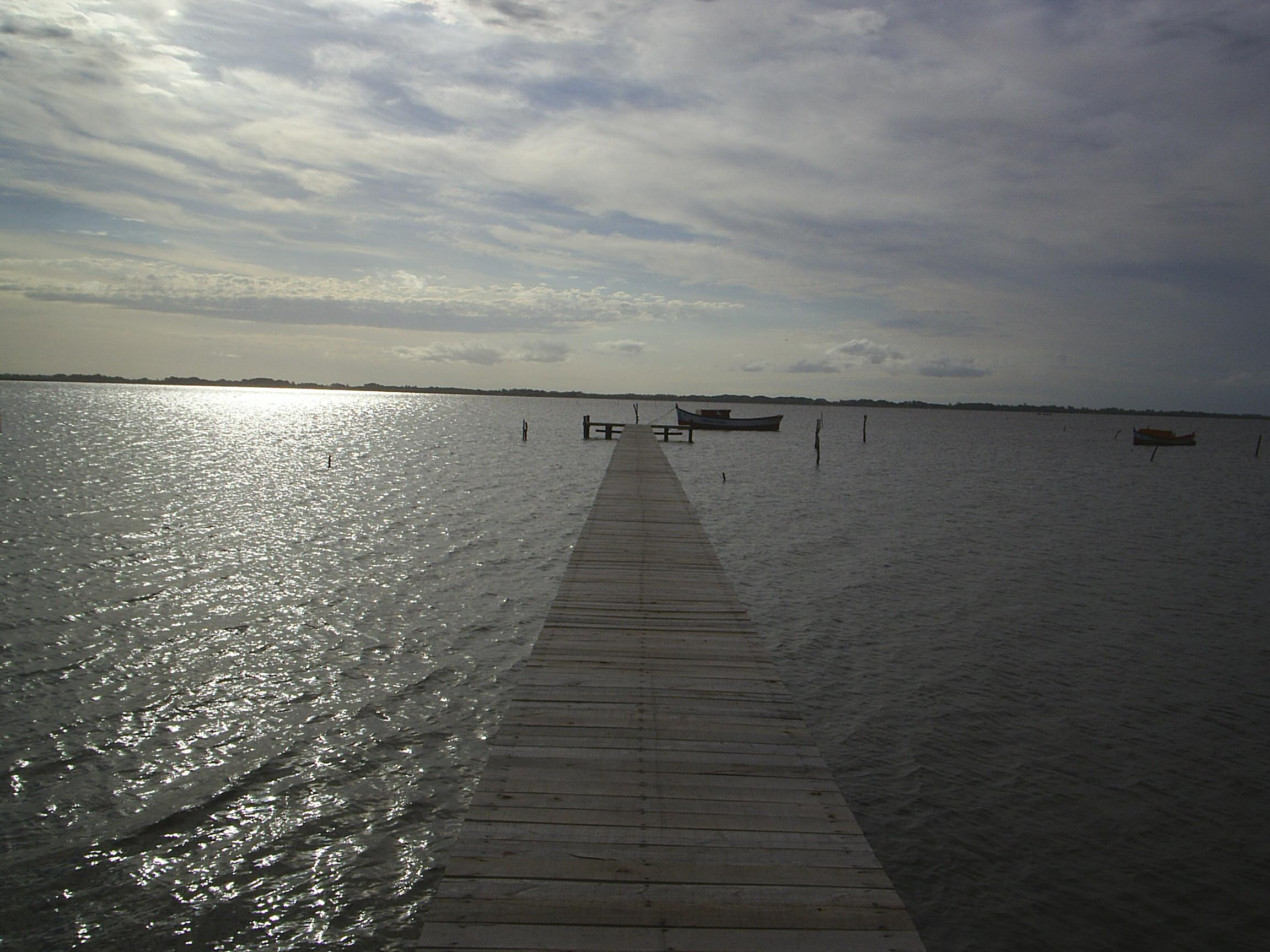
Píer na Ilha dos Marinheiros - A maior ilha da Lagoa dos Patos, no município de Rio Grande

A Ilha dos Marinheiros é uma ilha lagunar e distrito do município do Rio Grande, no Rio Grande do Sul. O distrito está situado nesta ilha, na Lagoa dos Patos, a 32° de latitude sul e 52° 09' de longitude oeste, possuindo uma área total de 39,28 km². O distrito tem cerca de 1400 habitantes.

## História
A ilha é considerada patrimônio da cidade do Rio Grande pela preservação de valores, herdados da cultura dos portugueses, que colonizaram o local. Antes da vinda dos primeiros colonizadores portugueses, as terras da Ilha dos Marinheiros eram ocupadas por indígenas. De acordo com vestígios encontrados na ilha, os grupos eram minuanos, charruas e guaranis.
A importância desta ilha tem início nos primórdios da fundação da cidade do Rio Grande, quando forneceu água, lenha e madeira para as fortificações e para os colonizadores da Vila do Rio Grande de São Pedro. No passado, a Ilha abastecia todo o comércio do Rio Grande e proximidades. Atualmente produz cerca de 80% das hortaliças consumidas no município.
Em 1845, a ilha recebeu o imperador Dom Pedro II.

## Geografia
A Ilha dos Marinheiros é a maior e mais fértil ilha da Lagoa dos Patos. Próximo às margens, a profundidade da laguna é de menos de um metro. No lado Sudoeste, há estreita faixa coberta por vegetação heterogênea até o limite do anel de dunas.
Esta ilha formou-se a partir da progressiva acumulação de sedimentos de origem flúvio-lacustre e sua paisagem natural apresenta três aspectos distintos: as margens, a área de "combros" (a formas como sempre se chamaram as "dunas" na região)  altos e o interior (depressão em relação aos combros de areia). Dos limites do cordão de dunas ao interior da ilha, mostra-se um grande cenário de lagoas, dunas, pinheirais e arbustos. O cordão de dunas cobre uma extensão de nordeste para noroeste a poucos metros da faixa descrita. São dunas altas formadas por grãos de quartzo eólico em sua fase erosiva, hoje com uma vegetação mais densa, devido ao reflorestamento realizado por empresas privadas. Há uma depressão, na ilha, que forma várias lagoas no inverno, que secam quase completamente no verão.
É considerada a parte mais fértil do município do Rio Grande e já foi o mais importante centro agrícola de produção de legumes, frutas e fabrico de vinhos, que abasteciam a cidade e a exportação em larga escala.
O clima da Ilha é subtropical ou temperado (Cfa), com verões tépidos, invernos frescos e precipitações bem distribuídas ao longo do ano. Os verões registram médias de aproximadamente 22°C, e os invernos, médias de 13°C. A temperatura média anual é de 17,6°C e a precipitação média é de 1200 mm anuais.